# IC 2822
IC 2822 — галактика типу SBbc (компактна витягнута галактика) у сузір'ї Лев.
Цей об'єкт міститься в оригінальній редакції індексного каталогу.